# Sarah Storck
Sarah Storck, född 22 september 1990, är en svensk fotbollsspelare (anfallare) som spelar i AIK sedan säsongen 2017.
Den 2 maj 2009 skadade Sarah Storck korsbandet och en menisk och kunde inte spela resten av säsongen.
Hon har spelat 12 F19 landskamper och gjort 3 mål.
Storck har även tävlat i längdskidåkning  och den 16 februari 2007 tog hon brons i sprint i Skid-SM för juniorer.
Hon har också meriter från ungdoms-SM och distriktsmästerskap